# شان سا
شان سا (بالفرنسية: Shan Sa)‏ (26 أكتوبر 1972، بكين في الصين)؛ كاتِبة وشاعرة فرنسية.

## روابط خارجية
- شان سا على موقع IMDb (الإنجليزية)